# 熊野神社 (板橋区志村)
熊野神社（くまのじんじゃ）は、東京都板橋区志村にある神社。旧志村総鎮守。かつて当地にあった志村城の二の丸跡に建立されている。これに因み城山熊野神社（しろやまくまのじんじゃ）とも称される。

## 由緒
長久3年（1042年）に当地の豪族であった志村将監が紀州熊野から勧進したと伝えられている。また、天喜年間に源義家が父頼義と共に奥州へ追討の際に武運長久の祈願をしたとも伝わっている。後の1455年に千葉自胤が志村城に入ると志村城の守護神と定められた。
志村城は大永4年1524年に北条氏綱に攻められ落城し、そのまま廃城になった。その後は志村地域7村の総鎮守となった。
明治5年（1872年）に村社に列格、大正13年（1924年）には郷社になり、近隣町村の鎮守として祀られている。社殿は昭和32年（1957年）改築されている。

## 摂末社
- 石神社
- 稲荷神社
- 八幡神社

## 氏子区域
- 志村1～3丁目
- 坂下1丁目
- 東坂下1丁目
- 小豆沢1～2丁目、3丁目の一部

## 兼務社
熊野神社宮司の兼務社は以下の通り。
- 小豆沢神社
- 西熊野神社

## アクセス
- 都営地下鉄三田線・志村三丁目駅より徒歩約3分。
- 拝観は無料。